# موری دابین
موری دابین (انگلیسی: Murray Dubbin؛ زادهٔ ۱ اوت ۱۹۲۹) سیاست‌مدار اهل ایالات متحده آمریکا است. وی از سال ۱۹۳۶ تا ۱۹۷۴ نماینده مجلس نمایندگان فلوریدا بود.